# Ньюфелд, Крис
Кри́стофер Д. «Крис» Нью́фелд (англ. Christopher D. «Chris» Neufeld; род. 21 апреля 1957, Виннипег) — канадский кёрлингист и тренер по кёрлингу.
Играл на позиции второго.
После завершения карьеры игрока занялся тренерской работой; в числе прочего несколько лет тренирует команду скипа Майка Макьюэна, где играют его сыновья.

## Достижения
- Чемпионат мира по кёрлингу среди мужчин: бронза (1992).
- Чемпионат Канады по кёрлингу среди мужчин: золото (1992), серебро (1997).
- Канадский олимпийский отбор по кёрлингу: бронза (1997).

## Команды
| Сезон   | Четвёртый  | Третий         | Второй       | Первый        | Запасной         | Турниры            |
| ------- | ---------- | -------------- | ------------ | ------------- | ---------------- | ------------------ |
| 1991—92 | Вик Петерс | Дэн Кэри       | Крис Ньюфелд | Дон Радд      | John Loxton (ЧК) | ЧК 1992 · ЧМ 1992  |
| 1992—93 | Вик Петерс | Дэн Кэри       | Крис Ньюфелд | Дон Радд      | John Loxton      | ЧК 1993 (4 место)  |
| 1994—95 | Вик Петерс | Дэн Кэри       | Крис Ньюфелд | Дон Радд      |                  |                    |
| 1995—96 | Вик Петерс | Peter Nicholls | Крис Ньюфелд | Scott Grant   |                  |                    |
| 1996—97 | Вик Петерс | Дэн Кэри       | Крис Ньюфелд | Scott Grant   | Дон Радд         | ЧК 1997            |
| 1997—98 | Вик Петерс | ?              | Крис Ньюфелд | Don Harvey    |                  |                    |
| 1998—99 | Вик Петерс | Dave Smith     | Крис Ньюфелд | Don Harvey    |                  |                    |
| 1999—00 | Вик Петерс | Dave Smith     | Крис Ньюфелд | Don Harvey    |                  |                    |
| 2000—01 | Вик Петерс | Dave Smith     | Крис Ньюфелд | Don Harvey    |                  |                    |
| 2001—02 | Вик Петерс | Марк Олсон     | Крис Ньюфелд | Стив Гулд     |                  |                    |
| 2002—03 | Вик Петерс | Марк Олсон     | Крис Ньюфелд | Стив Гулд     |                  |                    |
| 2003—04 | Вик Петерс | Райан Фрай     | Крис Ньюфелд | Дэнни Ньюфелд |                  |                    |
| 2004—05 | Вик Петерс | Daley Peters   | Крис Ньюфелд | Дэнни Ньюфелд |                  |                    |
| 2005—06 | Вик Петерс | Daley Peters   | Крис Ньюфелд | Дэнни Ньюфелд |                  |                    |
| 2006—07 | Вик Петерс | Daley Peters   | Крис Ньюфелд | Дэнни Ньюфелд |                  |                    |
| 2007—08 | Вик Петерс | Кен Тресур     | Крис Ньюфелд | Кит Фентон    |                  |                    |
| 2008    | Вик Петерс | Doug Harrison  | Крис Ньюфелд | Doug Holmes   |                  | ЧКВ 2008 (4 место) |
| 2008—09 | Вик Петерс | Кен Тресур     | Крис Ньюфелд | Кит Фентон    |                  |                    |

(скипы выделены полужирным шрифтом)

## Результаты как тренера
клубных команд:
| Год  | Турнир                                         | Команда (скип)              | Место |
| ---- | ---------------------------------------------- | --------------------------- | ----- |
| 2012 | Кубок Канады по кёрлингу 2012                  | скип: Майк Макьюэн          | 3     |
| 2013 | Канадский олимпийский отбор по кёрлингу 2013   | скип: Майк Макьюэн          | 4     |
| 2017 | Чемпионат Канады по кёрлингу среди мужчин 2017 | Манитоба скип: Майк Макьюэн | 3     |
| 2017 | Канадский олимпийский отбор по кёрлингу 2017   | скип: Майк Макьюэн          | 2     |
| 2018 | Чемпионат Канады по кёрлингу среди мужчин 2018 | Манитоба скип: Майк Макьюэн | 5     |

национальных команд:
| Год  | Турнир                                    | Команда          | Место |
| ---- | ----------------------------------------- | ---------------- | ----- |
| 2018 | Кубок мира по кёрлингу 2018/2019 (2 этап) | Канада (мужчины) | 8     |

## Частная жизнь
Дети Криса — тоже кёрлингисты. Сыновья Дэнни Ньюфелд и Би Джей Ньюфелд играют в команде скипа Майка Макьюэна, которую несколько лет тренирует Крис. Третий, младший сын Майк Ньюфелд (англ. Mike Neufeld) также играет в кёрлинг на региональном уровне.